# إيثيل بنثام
إيثيل بنثام (بالإنجليزية: Ethel Bentham)‏، (منذ 5 يناير من عام 1861 وحتى 19 يناير من عام 1931)، هي طبيبة تقدمية وسياسية ومناصرة لحق النساء في التصويت في المملكة المتحدة، بالإضافة إلى شغلها لمنصب قاضي الصلح. ولدت في لندن، وارتادت مدرسة وكلية ألكسندرا في دبلن، وكلية الطب للنساء في لندن ومستشفى روتوندا.

## نشأتها وتعليمها
ولدت بنثام في لندن، لوالدها ويليام بنثام المفتش والمدير العام لشركة ستاندرد لايف للتأمين، ووالدتها ماري آن هاموند. نشأت بنثام في دبلن، حيث كان والدها قاضي الصلح. أجرت بنثام رحلات خيرية نحو الأحياء الفقيرة في المدينة مع والدتها، الأمر الذي ألهمها لكي تصبح طبيبة. تدربت بنثام في كلية الطب للنساء في لندن منذ عام 1890وحتى عام 1893، ثم حصلت على شهادتها في الطب. تأهلت بنثام في مجال القبالة في عام 1894 في مستشفى روتوندا في دبلن، وتلقت تدريبًا إضافيًا في مستشفيات باريس وإقليم بروكسل العاصمة، حيث حصلت على شهادة دكتور في الطب في عام 1895.

## المسيرة المهنية

### مسيرتها المهنية الطبية
عملت بنثام في مستشفيات لندن لفترة قصيرة، قبل أن تبدأ في ممارسة الطب العام في نيوكاسل آبون تاين وغيتسهيد مع الطبيبة إيثيل ويليامز، أول طبيبة في المدينة والمناضلة في حق النساء في التصويت في المملكة المتحدة. أصبحت بنثام عضوًا في اللجنة التنفيذية لفرع نيوكاسل التابع للاتحاد الوطني للجمعيات المناصرة لحق النساء في التصويت (NUWSS) في عام 1900، وانضمت إلى حزب العمال في عام 1902، وإلى الجمعية الفابية في عام 1907، وإلى مجموعة النساء الفابية في عام 1908.
برزت بنثام باعتبارها مرشحة حزب العمل في الانتخابات الفرعية عن جناح ويستغيت ساوث في نيوكاسل في عام 1907. حضرت المؤتمر الرابع للتحالف الدولي للمرأة في أمستردام في عام 1908. نشطت بنثام في متابعة دعم الاتحاد الوطني للجمعيات المناصرة لحق النساء في التصويت لمرشح برلماني يجمع بين انتمائه لحزب العمال ودعمه لحق النساء في التصويت، وهي الحملة التي أدت في عام 1912 إلى إنشاء صندوق النضال الانتخابي.
انتقلت بنثام في عام 1909 إلى لندن، حيث عاشت مع ماريون فيليبس في هولاند بارك، ليصبح منزلها ملتقى للنساء ممن يفكرن بطريقة مشابهة لها. أسست لممارستها الطبية في شمال كنسينغتون واختصت في سلس البول الليلي في مرحلة الطفولة (التبول اللاإرادي)، وآمنت في وقت مبكر بما يمكن أن يسمى الآن بالطب الاجتماعي. أصبحت بنثام بحلول عام 1911 قوة دافعة تسببت في إنشاء عيادة الأم والطفل في شمال كنسينغتون، إذ أسس اتحاد العمل النسائي هذه العيادة في ذكرى مارغريت ماكدونالد وماري ميدلتون. كانت هذه العيادة من أولى العيادات التي قدمت العلاج الطبي إلى جانب المشورة في البلاد. عملت بنثام رئيسةً طبيةً للعيادة وتبرعت دائمًا لتأمين نفقاته.

### المسيرة المهنية السياسية
أصبحت بنثام عضوًا في السلطة التنفيذية لرابطة العمل النسائي في مارس من عام 1910. وقفت دون جدوى بصفتها مرشحة عن حزب العمال لمجلس كنسينغتون بورو في عام 1909، ولمجلس مقاطعة لندن في عام 1910، قبل أن تنتخب عضوًا في مجلس إدارة كنسينغتون بورو في عام 1912 ممثلةً عن جناح جولبورن، وشغلت هذا المنصب حتى عام 1925. عُينت في منصب قاضي الصلح بعد الحرب العالمية الأولى، لتكون واحدةً من أولى النساء اللواتي شغلن هذا المنصب، وعملت بنثام في محاكم الأطفال، بالإضافة إلى عملها في مجلس إدارة متروبوليتان أسيلومز.
حصل استيعاب رابطة العمل النسائي في حزب العمل في عام 1918، وانتُخبت بنثام في اللجنة التنفيذية الوطنية متصدرةً قائمة النساء. شغلت هذا المنصب منذ عام 1918 وحتى عام 1920، ثم منذ عام 1921 وحتى عام 1926، ثم منذ عام 1928 وحتى عام 1931. عملت بنثام أيضًا في اللجنة الوطنية المشتركة لمنظمات العمل النسائي إذ كانت نائبًا لرئيسها لبعض الوقت.
وقفت دون نجاح باعتبارها مرشحةً عن حزب العمال لتمثيل إزلنغتون الشرقية في الانتخابات العامة في المملكة المتحدة لعامي 1922 و1923. نجحت بنثام أخيرًا في تحقيق هدفها بعد نجاحها في الانتخابات العامة في المملكة المتحدة لعام 1929، لتكون المرأة الخامسة عشرة، وأول امرأة طبيبة من جمعية الأصدقاء الدينية على الإطلاق في البرلمان، وكانت أيضًا أكبر امرأة تُنتخب لعضوية البرلمان بسبب انتخابها في سن 68 عامًا. تزامن ذلك مع انتخاب ثاني حكومة عمالية على الإطلاق برئاسة رامزي ماكدونالد. نادرًا ما تحدثت في مجلس العموم خلال العامين اللذين قضتهما في البرلمان. كان خطابها أثناء النقاش حول مشروع قانون علاج الأمراض النفسية لعام 1930 أحد أطول خطاباتها على الإطلاق.
توفيت بنثام في 19 يناير من عام 1931 في شقتها في شارع بوفورت في تشيلسي -بعد عيد ميلادها السبعين مباشرة- نتيجة قصور القلب بعد إصابتها بالإنفلونزا، وحُرقت جثتها في غولديرز جرين. نتج عن وفاة بنثام انتخابات فرعية أجريت في 19 فبراير من عام 1931، حيث انتُخبت مرشحة حزب العمال ليا مانينغ خلفًا لها.

## حياتها الخاصة
لم تتزوج بنثام قط، ولم تنجب أطفالًا. نشأت على الأنجليكية، ولكنها أصبحت عضوًا في اجتماع جمعية الأصدقاء الدينية في مبنى فريندز هاوس في لندن في عام 1920.